# أليكو كونستانتنيسكو
ألكساندرو «أليكو» كونستانتنيسكو (بالرومانية: Alecu Constantinescu)‏ (10 مارس 1872 – 28 مارس 1949) هو صحفي اشتراكي روماني، وزعيم نقابي، ومناضل سلامي، ومن أكبر المؤيدين لتحويل الحركة الاشتراكية الرومانية إلى حركة شيوعية.

## مطلع حياته
وُلد كونستانتنيسكو في بوخارست -عاصمة رومانيا- لعائلة الترزي إيون كونستانتنيسكو. التحق بالمدرسة الثانوية، ولكن الضوائق المالية اضطرته لتركها، وعمل صبيًا في ورش التنجيد، وتعرّف في تلك الفترة على الأفكار الاشتراكية عن طريق أعمال الاشتراكيين الرومانيين الأوائل مثل كونستانتين غينيا، وأنتون باكلاباسا، وكونستانتين ميل. وفي العقد 1890 أسس ألكساندرو أحد أوائل نقابات العمال الرومانية «رابطة المنجدين الاحترافية» وانضم لاحقًا إلى حزب العمال الاشتراكي الديموقراطي الروماني، ولكن خاب أمله بعد فترة قصيرة من هذا الحزب ومن قيادته، وشرع في مهاجمة الحزب لما كان يعتبره تناقضًا سياسيًا وإيديولوجيًا. تفكك الحزب ذاته في عام 1899 عندما انضم جزء كبير من القيادة إلى الحزب الوطني الليبرالي.

## انخراطه في الاشتراكية
استمر ألكساندرو في التعاون مع أعضاء حزب العمال السابقين الذين لم ينفكوا عن تكريس حياتهم لقضية العمال، ومن أمثالهم: إيون فريمو، وألكساندرو إيونسكو، وستيفان غيورغيو، وميخائيل بوجور. ومع نهاية عام 1902 رحل ألكساندرو إلى باريس، ولكنه ظل على تواصل مع حركة العمال الرومانيين، إذ كان يرسل المقالات من حين لآخر إلى الصحيفة الاشتراكية «1 ماي». وفي أغسطس 1906 انتخب مؤتمر النقابات العمالية والدوائر الاشتراكية كونستانتنيسكو أمينًا للجنة العامة للنقابات العمالية، وهي أول منظمة رومانية للعمال بجميع طوائفهم. وفي ذات الوقت انضم إلى لجنة التحرير الخاصة بجريدة «رومانيا العمال»، وصار رئيس التحرير الخاص بها. كانت تلك الصحيفة المنتدى الاشتراكي الرئيسي في رومانيا في ذلك الوقت، وساهمت في تنظيم عدة إضرابات. وفي عام 1906 شرع ألكساندرو بنفسه في التجول في المدن الرومانية للمساهمة في تنظيم جهود العمال المحليين أملًا في إنشاء نقابة عمالية وطنية موحدة. وفي عام 1907 أثناء ثورة فلاحي رومانيا، اتجه ألكساندرو إلى باشكاني في مولدوفيا – أحد معاقل الثورة الرئيسية. ونظرًا إلى أنشطته المؤيدة لحقوق الفلاحين سُجن بتهمة العيب في الذات الملكية، ولكن محكمة فالتيشيني برأته من تلك التهم بعد عدة أسابيع.
في نهاية شهر يونيو شارك ألكساندرو في مؤتمر النقابات العمالية والدوائر الاشتراكية الثاني الذي انعقد في غالاتس، وفي شهر أغسطس انضم إلى الوفد الروماني المشارك في مؤتمر شتوتغارت الاشتراكي العالمي التابع للأممية الثانية بصحبة كريستيان راكوفسكي، ونيكولاي دوميترو كوتشيا، وأندريه إيونسكو. وفي ذات الوقت صار ألكساندرو محرر قسم النقابات العمالية لجريدة «رومانيا العمال». وفي الفترة من عام 1906 إلى 1910 نظم مؤسسة «دائرة الأصدقاء»: رابطة لتقديم التعليم والتوجيه السياسي لقادة النقابات العمالية من بوخارست وغيرها من المدن الرومانية. وفي عام 1908 أسس ألكساندرو كذلك جناحًا للشباب بمساعدة مناضلين اشتراكيين آخرين، وأطلق عليه اسم «دائرة الصبية»، وهدفه تدريب العمال الشباب على قيادة الحركة الاشتراكية. بعد إعادة تأسيس الحزب الاشتراكي في عام 1910 تحت مسمى «حزب الاشتراكية الديموقراطية في رومانيا»، انتُخب ألكساندرو وفيرمو ودوميترو مارينسكو وبوجور أعضاءً في لجنته التنفيذية. وفي الأعوام التالية شارك أليكو كونستانتنيسكو في عدة فعاليات عمالية مدعومة من قبل ذلك الحزب.